# Marian Aliuță
Marian Aliuță (Bucarest, 4 febbraio 1978) è un ex calciatore rumeno, di ruolo centrocampista.

## Caratteristiche tecniche
Trequartista mancino, poteva giocare come interno di centrocampo e come esterno sinistro.

## Statistiche

### Cronologia presenze e reti in nazionale
| Cronologia completa delle presenze e delle reti in nazionale ― Ucraina | Cronologia completa delle presenze e delle reti in nazionale ― Ucraina | Cronologia completa delle presenze e delle reti in nazionale ― Ucraina | Cronologia completa delle presenze e delle reti in nazionale ― Ucraina | Cronologia completa delle presenze e delle reti in nazionale ― Ucraina | Cronologia completa delle presenze e delle reti in nazionale ― Ucraina | Cronologia completa delle presenze e delle reti in nazionale ― Ucraina | Cronologia completa delle presenze e delle reti in nazionale ― Ucraina |
| Data                                                                   | Città                                                                  | In casa                                                                | Risultato                                                              | Ospiti                                                                 | Competizione                                                           | Reti                                                                   | Note                                                                   |
| ---------------------------------------------------------------------- | ---------------------------------------------------------------------- | ---------------------------------------------------------------------- | ---------------------------------------------------------------------- | ---------------------------------------------------------------------- | ---------------------------------------------------------------------- | ---------------------------------------------------------------------- | ---------------------------------------------------------------------- |
| 26-2-2001                                                              | Strovolos                                                              | Romania                                                                | 1 – 0 dts                                                              | Ucraina                                                                | Cyprus International Tournament 2001                                   | -                                                                      | 57’                                                                    |
| 20-8-2003                                                              | Donec'k                                                                | Ucraina                                                                | 0 – 2                                                                  | Romania                                                                | Amichevole                                                             | -                                                                      | 74’                                                                    |
| 27-5-2004                                                              | Dublino                                                                | Irlanda                                                                | 1 – 0                                                                  | Romania                                                                | Amichevole                                                             | -                                                                      | 60’                                                                    |
| 26-3-2008                                                              | Bucarest                                                               | Romania                                                                | 3 – 0                                                                  | Russia                                                                 | Amichevole                                                             | -                                                                      | 85’                                                                    |
| 10-9-2008                                                              | Tórshavn                                                               | Fær Øer                                                                | 0 – 1                                                                  | Romania                                                                | Qual. Mondiali 2010                                                    | -                                                                      | 68’                                                                    |
| Totale                                                                 |                                                                        | Presenze                                                               | 5                                                                      |                                                                        | Reti                                                                   | 0                                                                      |                                                                        |

## Palmarès

### Club

#### Competizioni nazionali
- Coppa di Moldavia: 1

Sheriff Tiraspol: 1998-1999
- Campionato ucraino: 1

Šachtar: 2001-2002
- Coppa d'Ucraina: 2

Šachtar: 2000-2001, 2001-2002